# Посольство Хорватии в России
Посольство Республики Хорватии в Российской Федерации — дипломатическая миссия Хорватии в России, расположена в Москве в Хамовниках на улице Остоженка. Дипломатические отношения были установлены 25 мая 1992 года. В юрисдикцию Посольства также входит Республика Беларусь.
- Посол — Томислав Цар (с 2019 года).
- Адрес посольства: Россия, 119034 Москва, улица Остоженка, 23 (станция метро «Парк культуры»).
- Адрес консулата: Россия, 236034 Калининград, улица Дзержинского, 244 А.

## Отделы посольства
- Консульский отдел

## Послы Хорватии в России
- Нико Безмалинович (1992—1997)
- Хидает Бишчевич (1997—2002)
- Божо Ковачевич (2003—2009)
- Небойша Кохарович (2009—2012)
- Игор Показ (2012—2015)[2].
- Тончи Станичич (2017—2018[3])
- Томислав Цар (с января 2019[4])

## Галерея

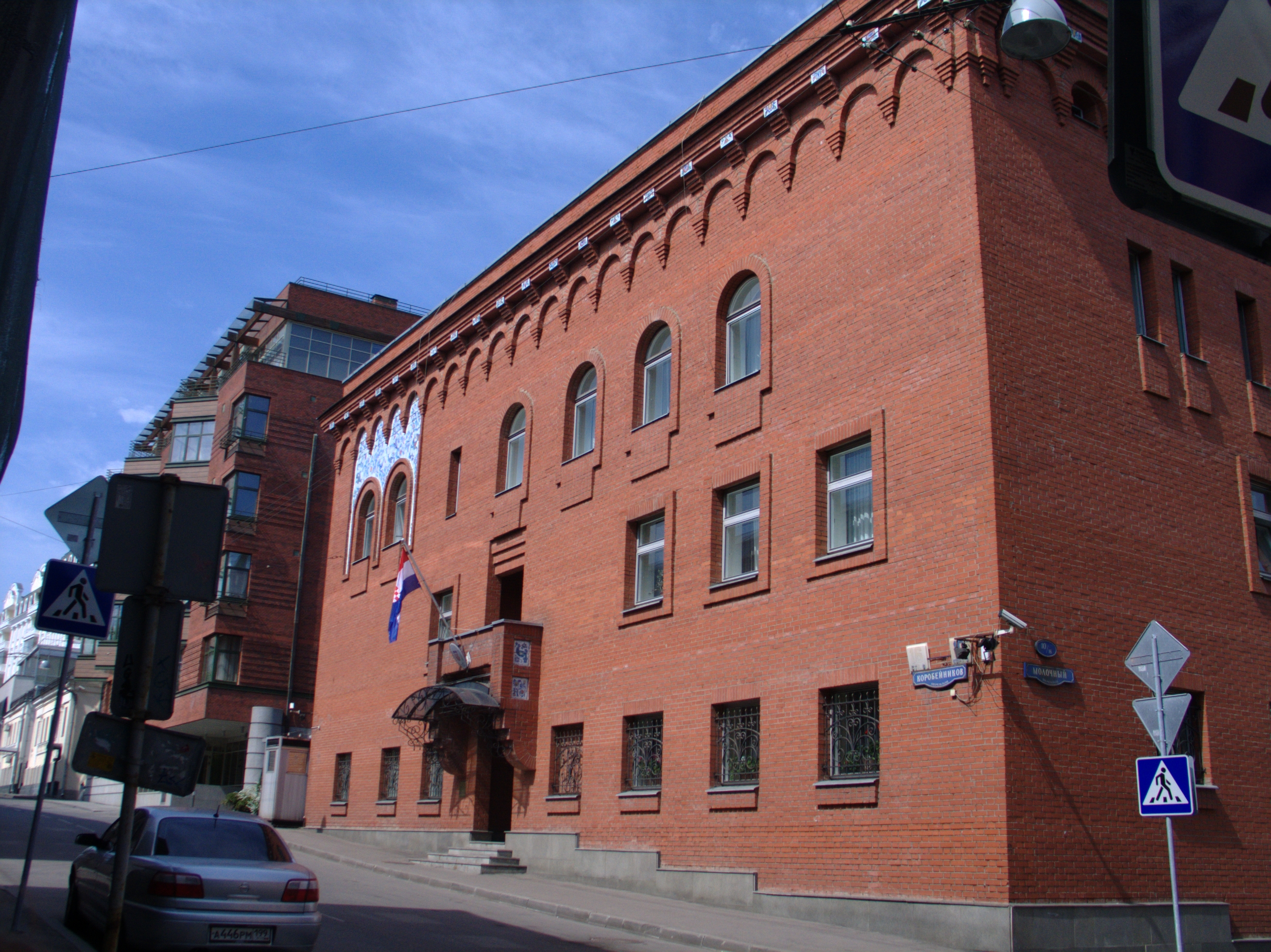
Бывшее здание посольства Хорватии в Москве (Коробейников переулок, 16/10)